# Судьин, Сергей Корнилович
Сергей Корнилович Судьин (1894, Новая, Цивильский уезд, Казанская губерния — 21 апреля 1938, Москва) — советский партийный и государственный деятель. 
1-й заместитель и врио народного комиссара внешней торговли СССР (1937), член Центральной контрольной комиссии ВКП(б) (1930-1934), член Комиссии советского контроля при СНК СССР (1934-1937).

## Биография

### Происхождение
Родился в бедной крестьянской русской семье в деревне Новая Цивильского уезда Казанской губернии. Окончил городское начальное училище города Славяносербска Екатеринославской губернии.
В июле 1909 — июле 1911 года — помощник конторщика Ирминского рудника в поселке Юзовка Бахмутского уезда Екатеринославской губернии.
С августа 1911 по июнь 1912 года учился в средне-техническом училище в Ростове-на-Дону.
В июле 1912 — августе 1915 года — помощник писаря (письменника) Казанской губернской чертежной. В 1915 году окончил экстерном курс средней школы в городе Казани. В сентябре 1915 — мае 1916 года — студент Казанского университета.
В мае — сентябре 1916 года — юнкер военного училища в Киеве.
В октябре 1916 — марте 1918 года - прапорщик-адъютант 95-го пехотного запасного полка русской армии в Казани.

### Карьера в Советской России
С октября 1917 года — организатор Красной Гвардии города Казани. В апреле — августе 1918 года — управляющий делами Казанского губернского военного комиссариата. В августе — сентябре 1918 года — уполномоченный по снабжению 5-й армии в городе Свияжск Казанской губернии. Член РКП (б) с сентября 1918 года. В сентябре — декабре 1918 года — военный комиссар Казанской губернии.
В январе — мае 1919 года — заместитель начальника, в мае — июне 1919 года — начальник Центрального управления снабжения РККА. В июле — ноябре 1919 года — заместитель, чрезвычайный уполномоченный Совета Обороны РСФСР по снабжению армий Восточного фронта в городе Симбирске. В ноябре 1919 — феврале 1920 года - член Революционного Военного совета Западной армии в городе Казани.
В феврале — июле 1920 года — комиссар Казанской железной дороги. В 1920 году — комиссар Западной железной дороги, с августа по декабрь 1920 года-комиссар Южной железной дороги в городе Харькове.
В январе 1921-1923 года - комиссар Водного управления Народного комиссариата путей сообщения РСФСР. В 1923 — феврале 1924 года - начальник хозяйственно-материального отдела Центрального управления железнодорожного транспорта Народного комиссариата путей сообщения СССР.
В феврале 1924 — январе 1925 года — помощник начальника Управления Военно-воздушных сил РККА.
В феврале 1925 — декабре 1927 года — заместитель начальника Центрального управления морского транспорта Народного комиссариата путей сообщения СССР, начальник Центрального управления внутренних водных путей Народного комиссариата путей сообщения СССР.
В январе 1928 — сентябре 1930 года — руководитель оперативной группы Центральной контрольной комиссии ВКП(б) - Народного комиссариата рабоче-крестьянской инспекции СССР.
В сентябре 1930 — 1932 года — начальник сектора проверки исполнения, член коллегии Народного комиссариата внешней торговли СССР.
В 1932 — феврале 1934 года - заместитель народного комиссара внешней торговли СССР.
В феврале 1934 — марте 1935 года - член, заместитель руководителя группы водного транспорта Комиссии советского контроля при СНК СССР.
В марте 1935 — октябре 1937 года - 1-й заместитель народного комиссара внешней торговли СССР. С 14 июня по 15 октября 1937 года — врио народного комиссара внешней торговли СССР.

### Арест и казнь
21 октября 1937 года арестован органами НКВД СССР. Обвинён в «участии в право-троцкистской контрреволюционной вредительской организации». Приговорен Военной коллегией Верховного Суда СССР 21 апреля 1938 года к смертной казни, расстрелян в тот же день.

## Семья
Жена Эсфирь Моисеевна Цимхес. Дети — Игорь и Наташа. После расстрела С. К. Судьина жена была арестована в декабре 1937 года и провела в лагерях на Колыме в общей сложности 15 лет – с 1938 по 1953 годы.
Двоих детей – дочь Наташу и сына Игоря – после расстрела отца и ареста матери забрали родственники. В 1941 году семилетний Игорь с детским садом был эвакуирован в Краснодарский край, и там по доносу воспитательницы его как сына еврейки и коммуниста забрали немцы. Жизнь его закончилась в душегубке.

## Некрография
Похоронен на полигоне «Коммунарка» возле Москвы.
28 марта 1956 года посмертно реабилитирован.

## Награды
- Орден Ленина (23.01.1937) — «за исключительные заслуги относительно руководства экспортом советских товаров, а также в области подбора и воспитания кадров внешнеторговых работников»; лишен ордена после ареста[1].